# The Truth About Love Tour
De Truth About Love Tour was de zesde concerttournee van de Amerikaanse rockartiest P!nk. De tournee werd gesponsord door CoverGirl en presenteerde muziek van haar zesde studioalbum The Truth About Love (2012). De tournee bevat 140 shows in Australië, Europa en Noord-Amerika. De optredens in Melbourne, Victoria, werden opgenomen en uitgebracht op een concert-dvd, The Truth About Love Tour: Live from Melbourne. De tournee werd wereldwijd geprezen door critici als Los Angeles Times. Zo werd haar optreden vergeleken met een Cirque du Soleil show.

## Setlist
De volgende setlist is representatief voor de show in Melbourne. Het is niet representatief voor alle concerten gedurende de tourrnee. 
1. "Raise Your Glass"
2. "Walk of Shame"
3. "Just Like a Pill"
4. "U + Ur Hand"
5. "Leave Me Alone (I'm Lonely)"
6. "Try"
7. "Wicked Game"
8. "Just Give Me a Reason"
9. "Trouble"
10. "Are We All We Are"
11. "How Come You're Not Here"
12. "Sober"
13. "The Great Escape"
14. "Who Knew"
15. ”Time After Time”
16. "Fuckin' Perfect"
17. "Most Girls" / "There You Go" / "You Make Me Sick"
18. "Slut Like You"
19. "Blow Me (One Last Kiss)"

Encore
1. "So What"

Notities
- Tijdens het eerste deel van de tour werd "Glitter in the Air" als laatste nummer uitgevoerd. Bovendien werd "Family Portrait" op bepaalde data opgevoerd (zoals in Los Angeles op 16 februari 2013).
- Op geselecteerde data in Australië voerde P!nk een akoestische versie uit van Cyndi Laupers "Time After Time".
- Nate Ruess stond samen met Pink op het podium tijdens de uitvoering van "Just Give Me a Reason" in Hamburg op 1 mei 2013.